# 1901 na literatura

## Eventos
- 23 de Outubro - Mark Twain recebe o título honorário de doutor em literatura pela Universidade de Yale
- Fundação da editora Vozes em Petrópolis, no estado do Rio de Janeiro
- O Prêmio Nobel de Literatura é entregue pela primeira vez a Sully Prudhomme
- Gilbert Keith Chesterton casa-se com Frances Blogg
- Anton Chekhov casa-se com Olga Knipper
- Fundação da Sociedade Clube Estímulo, no concelho da Calheta que era constituída à altura por uma filarmónica, um teatro, um clube e também um gabinete de leitura.

## Publicações

### Romance
- Thomas Mann - Os Buddenbrooks
- Abel Botelho - Amanhã, de Patologia Social
- H. G. Wells - O Primeiro Homem na Lua
- Eça de Queiroz - A Cidade e as Serras
- L. Frank Baum - Dot and Tot of Merryland
- Rudyard Kipling - Kim
- Colette - Claudine à Paris
- Octave Mirbeau - Les 21 jours d'un neurasthénique

### Poesia
- Machado de Assis - Poesias Completas

### Teatro
- Júlio Dantas - A Severa
- Anton Chekhov - As Três Irmãs

### Ensaio e Não-ficção
- Sigmund Freud - Psicopatologa da Vida Cotidiana
- Friedrich Nietzsche - Der Wille zur Macht
- Booker T. Washington - Up From Slavery (autobiografia)
- Winston Churchill - The Crisis

## Nascimentos
- 3 de janeiro - Eric Voegelin, filósofo, historiador e cientista político (m. 1986)
- 31 de janeiro - Marie Luise Kaschnitz, poeta e romancista (m. 1974)
- 15 de abril - Abgar Renault, educador, poeta, ensaísta e tradutor (m. 1995)
- 18 de Março - Manly Palmer Hall, escritor canadense de esoterismo (m.1990)
- 26 de março - Louis Leprince-Ringuet, físico, engenheiro de telecomunicações, historiador de ciências e ensaísta, francês (m. 2000)
- 27 de Março - Enrique Santos Discépolo, argentino, poeta, compositor, actor e autor de peças de teatro e de letras de tangos (m. 1951)
- 13 de maio - Murilo Mendes, poeta (m. 1975)
- 25 de maio - Antônio de Alcântara Machado, escritor brasileiro (m. 1935).
- 3 de julho - José Lins do Rego, romancista (m. 1957)
- 10 de agosto - Sérgio Frusoni, poeta (m. 1975)
- 11 de agosto - Carlos Bernardo González Pecotche, criador da logosofia (m. 1963)
- 18 de Agosto - Jean Guitton, filósofo e escritor francês (m. 1999)
- 20 de agosto - Salvatore Quasimodo, ganhador do Prêmio Nobel de Literatura de 1959 (m. 1968)
- 25 de Agosto - Kjeld Abell, escritor e dramaturgo dinamarquês (m. 1961)
- 30 de agosto - John Gunther, romancista e jornalista (m. 1970)
- 17 de setembro - José Régio, escritor e dramaturgo português (m. 1969).
- 29 de setembro - Lanza del Vasto, filósofo e poeta (m. 1981)
- 26 de outubro - António Guedes de Amorim, escritor e jornalista português (m. 1979) (Prémio Ricardo Malheiros e Prémio Cervantes)[1][2]
- 28 de outubro - Walter Spalding, historiador e escritor brasileiro (m. 1976).
- 7 de novembro - Cecília Meireles, poetisa e cronista (m. 1964)
- 9 de dezembro
  - Ödön von Horváth, dramaturgo e romancista (m. 1938)
  - José Rodrigues Miguéis, novelista, contista e romancista (m. 1980)
- 16 de dezembro - Margaret Mead, antropóloga cultural (m. 1978)
- 19 de Dezembro - Vitorino Nemésio, poeta, escritor e intelectual português (Açores) (m. 1978).

## Mortes
- 7 de fevereiro - Auta de Souza, poetisa brasileira (n. 1876)
- 9 de Junho - Walter Besant, romancista e historiador (n. 1836)
- 7 de Julho - Johanna Spyri, escritora de literatura infantil (n. 1827)

## Premiações
- Prêmio Nobel de Literatura - Sully Prudhomme